# Carex hystericina
Carex hystericina là một loài thực vật có hoa trong họ Cói. Loài này được Muhl. ex Willd. mô tả khoa học đầu tiên năm 1805.

## Hình ảnh

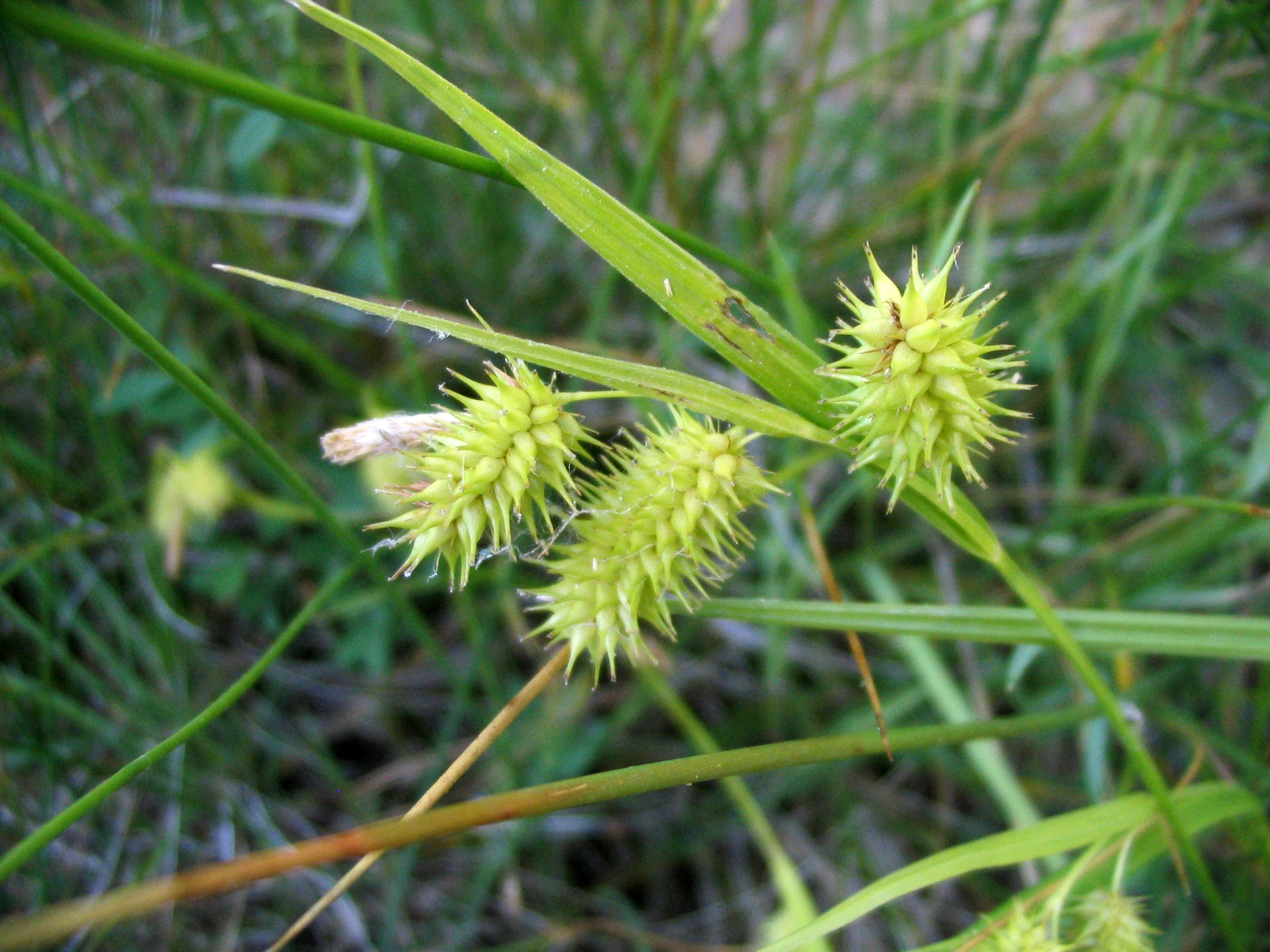
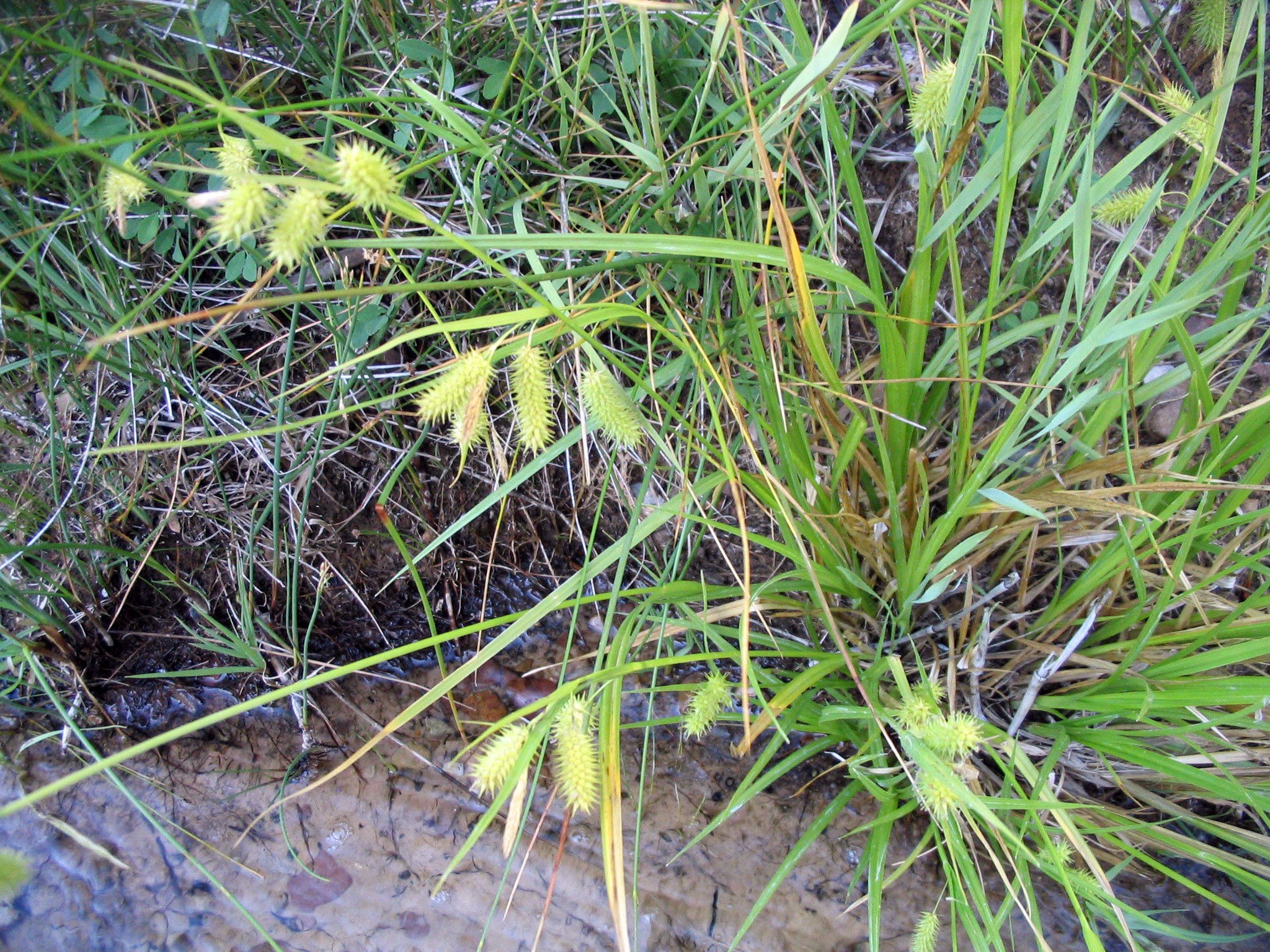
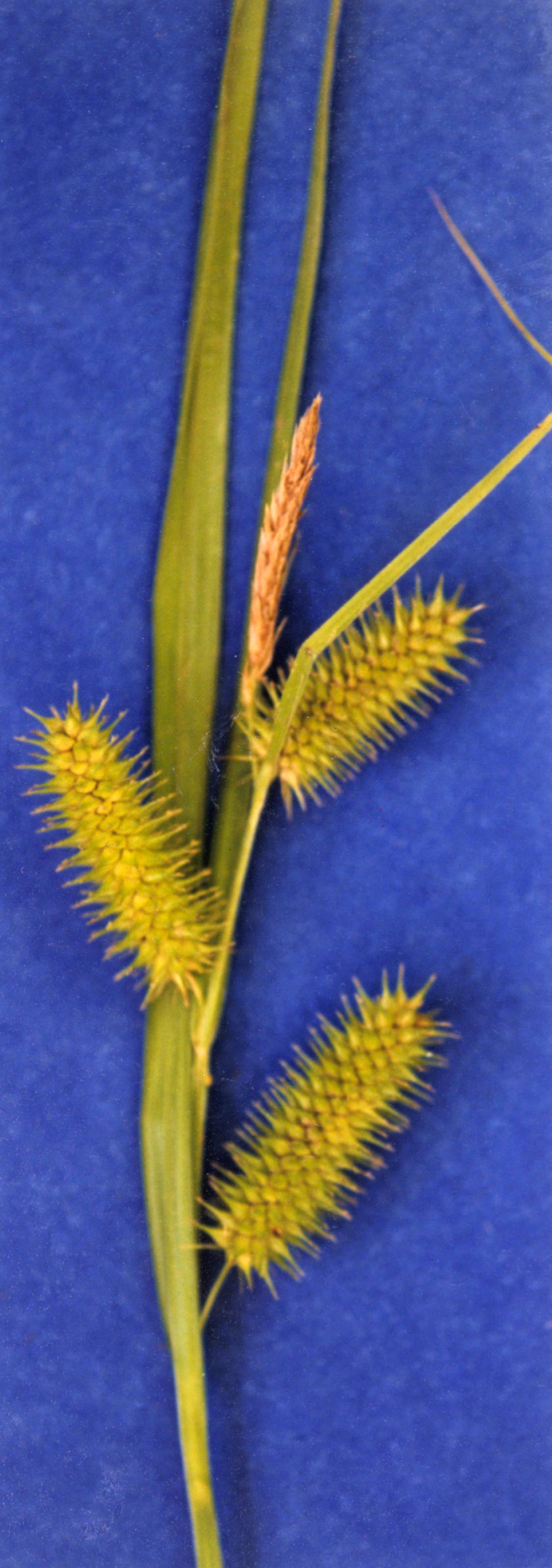